# バトル・ロワイアルII 鎮魂歌
『バトル・ロワイアルII 【鎮魂歌】』（バトル・ロワイアル・ツー レクイエム、略称：BRII） は、2003年7月5日に公開された日本映画。キャッチコピーは、『This time it's war.』『この戦争、3年B組全員出席。』『すべてのオトナに、宣戦布告。』など。
映画『バトル・ロワイアル』の続編。映倫により、前作同様R-15に指定されている。
前作は高見広春による小説を原作とした映画版であったが、今作は前作の映画版の続編であり、全くのオリジナル作品である。

## 概要
製作発表時、深作欣二監督は前立腺癌の脊椎転移を告白。命ある限り、と完全燃焼を誓った。この様な状況の中、撮影は2002年12月16日から開始されたが、12月21日には深作欣二が入院。2003年1月7日からは当面の監督代行として息子の深作健太が起用された。
2003年1月12日に深作欣二が死去。この作品が深作欣二にとって遺作となった。1月18日の撮影再開後は深作健太が正式に監督となり、4月11日に本編撮影を終了した。全編の中で深作欣二が担当したのは、冒頭のシオリ初登場シーンの僅か1シーンである為、実質的には深作健太の単独作品となった。
前作は無人島における中学生同士の殺し合いを描いたバイオレンス映画だったが、今作では無人島にてテロリストと自衛隊、そして自衛隊に強制徴用された中学生との戦闘を描いた戦争アクション映画となっている。
2004年の早い時期には前作に倣った再編集版『バトル・ロワイアルII 【特別篇】 REVENGE』が製作され、9月にDVDとして発売が予定されていたが、6月に佐世保小6女児同級生殺害事件が発生し、同事件の加害者女児が前作『バトル・ロワイアル』に熱中していた事と、東京都大田区の中学校の放送室に中学生が籠城して前作のビートたけしのセリフを引用して発言した事件が報道された為、東映ビデオは発売延期を決定。2005年2月21日に発売された。

## ストーリー
本作の舞台は前作の『バトル・ロワイアル』で「BR法」による殺人ゲームで勝ち残った七原秋也と中川典子が、戦場となった島を脱出して3年が経過し、テロが勃発した世界である。
七原秋也は、歴代のBR優勝者や反BR法活動家、BR法の被害者などにより結成されたテロ組織「WILDSEVEN」（ワイルドセブン）のリーダーとなり、「首都庁舎爆破テロ」を実行し、その犯行声明に於いて「全ての大人に宣戦布告する」と宣言する。子供達の「報復」を恐れた大人達は、正義の名の下に「BRII」と呼ばれる、高校生をワイルドセブンと戦わせる新世紀テロ対策特別法を成立させた。
そんな中で、3年前に七原秋也に父・武を殺された北野詩織は、父と同じ境遇に自分をおくため「BRII」への参加を志願し、青井拓馬をはじめとして全国から問題児が集まる全寮制の町立鹿之砦中学校に編入する。その冬のクリスマスに詩織や拓馬が在籍する3年B組の42名の生徒達は、スキー合宿へと向かうバスの中で軍に拉致されてしまう。迷彩服に着替えさせられ、担任である教師RIKIからBRIIへの参加、即ち「孤島に立て篭もった七原秋也を3日以内に見つけて殺害せよ!」との命令を下される。
生徒達は、ゲームに参加する「勝ち組」と、参加を拒否する「負け組」を選択させられるが、負け組を選ぶことは即ち殺されてしまうことを知る。クラスの殆どが参加を選択するものの、男子15番の槙村慎太郎は銃で足を撃たれても最後まで拒否し銃殺される。その後でRIKIから男女どちらか同じ出席番号の者が死ねば、首輪に仕掛けられた爆弾によってもう一方も爆死する事を知らされ、恐怖に怯える中で女子15番の福田和美が死亡した。その後、残った40人の生徒達はボートに乗り、ワイルドセブンの潜む孤島・戦艦島へと送り届けられる。
BRIIによる攻撃と知らないワイルドセブンにより、生徒達が乗るボートや上陸後の銃撃戦で、またペアの落命による首輪の爆発、地雷原への進入によって、男子02番のト部秀悟、男子07番の志村鉄也をはじめとし、多くの生徒達が死亡していく。ワイルドセブンのアジト付近で拓馬が女子06番の鷺沢希を誤射してしまうが、それによって桜井サキは拓馬の首輪を見て、敵は高校生だと気づく。
生き残った18人の生徒達はアジトに侵入し、ワイルドセブンの少女を追うものの、仕掛けられていたトラップによって全員が取り囲まれてしまう。ワイルドセブンのメンバーが生徒達に銃を下ろすよう説得するが、一部の生徒達は銃口を向け続け、家族をテロで失っている男子04番の黒澤凌は憎悪を吐く。ワイルドセブンの少年が自分達は被害者だと語りかけ、銃を捨てるように言うものの、女子12番の野坂真帆はその少年を撃ち殺した。それをきっかけに凌や他の3人の男子生徒もワイルドセブンを攻撃するが、結局4人は反撃により死亡し、攻撃を一切しなかった男子13番の保坂康昭も巻き添えにより命を落とす。
それにより、彼らのペアである詩織や3人の少女の首輪が鳴り始めた。それを知った七原秋也は詩織らを見捨てようとせずEMPで助けようとする。だが、救助が間に合わず、その内の一人、女子10番の夏川結子は爆死した。詩織ら3人の女子生徒はぎりぎりでEMPが発動して死なずに済む。そしてBRIIは中止となり、詩織や拓馬ら生き残った11人の生徒はワイルドセブンによって全員首輪を外される。
生存者の大半は同意するが、拓馬と詩織は納得しない。一方、久瀬遥はまだ銃弾の傷を負っていたため、エピペンを使うことにするが、エピペンが感染して壊死していることに気づき、捨ててしまう。ワイルドセブンの子供たちに気づかれるが、久瀬はまだ立ち去りたがっており、久瀬は少し休みたい。ためらうことなく、子供たちの一人が長方形のチョコレートバーを渡し、久瀬は興奮してすぐにそれを食べる。その間、晴哉は武器を下ろすふりをしていたサキと出会う。
クリスマスの日、秋也は自由に生きるという目標を述べたビデオメッセージを世界に向けて送信する。そのビデオに応えて、米国は島にミサイルを発射し、学生とワイルドセブンを妨害する。アメリカ政府からの圧力を受け、日本の首相はバトルロワイヤル本部にいる軍の指揮権を握り、ワイルドセブンの基地への攻撃を命じる。生存者は許されない。失敗すれば、アメリカが島を爆撃する。RIKIは行動の変化に激怒し、学生たちと同じタイプの首輪を首に着けていることが発覚する。
基地の生存者（詩織を除く生存者を含む）は坑道を通って本土へ撤退するが、その間にワイルドセブンと軍との戦争が続く。トンネルの外で銃声が聞こえた拓馬と彼の友人2人は戦闘に加わるために戻る。戦闘で双方に多数の死傷者が出て、残った戦闘員は秋也、拓馬、詩織の3人だけになる。彼らが避難しようとしている間にRIKIが現れ、短い個人的なやり取りの後、自らを犠牲にしてグループが逃げることを許す。
ワイルドセブンの基地の外で戦闘が再開し、詩織は銃撃で致命傷を負う。彼女は秋也の腕の中で死ぬ前に、詩織が武の娘であることを明かし、彼の過去の罪を許したかのようだった。秋也と拓馬は、米軍の爆撃が始まる中、残りの兵士たちを殺すために飛び出す。その後、プログラムは無効となり、秋也と生き残った生徒たちの運命は不明となった。3ヶ月後、秋也と拓馬はアフガニスタンで中川典子を含む他の生存者たちと再会する。彼らの今後は未だ不明である。

## キャスト

### 主人公
青井拓馬 - 忍成修吾
本作の男子生徒側の主人公。出席番号は男子01番。後述のキレやすい性格が原因で、幾度となく暴力事件を起こし、転校を繰り返していたが、最終的にはそのことを苦慮した母親が匙を投げるように、問題児ばかりの鹿之砦中に転入させられた。父親は事業に失敗して失踪した。
転入後も家族に見捨てられた自分という存在の不確かさと現実の不安に苛まれるが、ラグビー部入部後は才能を発揮し、トライゲッターとして活躍。ラグビー部の仲間達とも強い絆で結ばれる。
性格は短気で不器用さが目立つが、正義感は強く、仲間思いである。浅倉なおの好意は感じながらも多少持て余し気味で、久瀬遥の視線にも気がつきながら戸惑っている。
大人への不信感を剥き出しながらもBRIIへの参加を決意し、仲間の死に直面しながらも、ワイルドセブンのアジトに到達し、最初は仲間達を殺された恨みや憎しみから反発的だったが、大人達と戦い続ける秋也の信念を知り、徐々に理解するようになる。
秋也達の手引きにより、一度は地下道を使って脱出しようとしたが引き返し、最後まで戦う事を決意。軍相手に奮戦後、秋也と共に生死不明扱いとなるが、脱出に成功しており、アフガニスタンにて浅倉なお達と合流。旅に出る秋也との再会を約束して別れた所で物語は終了した。
キタノシオリ - 前田愛
本作の女子生徒側の主人公。出席番号は女子04番。前作で秋也達の担任・BR司令官を担当していた教師・キタノの娘。父親のことを「おじさん」と呼ぶ。前作『バトル・ロワイアル』には声のみ出演。ピアノが趣味。
自身の父親を殺害した秋也に復讐する為、独学で銃器の扱いや戦闘方法を学び、BRIIの次期参加が内定していた鹿之砦中に自ら転入。学校では女子ながら身体を鍛える為にラグビー部に選手として所属していた。
BRIIでは戸惑うクラスメイトを横目に真っ先に参加の名乗りを上げ、パートナーである黒澤と共にリーダー格として奮戦する。ワイルドセブンのアジトに到達後、黒澤が死亡した事で自身も死を覚悟するが、ワイルドセブンがEMPを使用した事で首輪が無効化され救われる。その後も秋也に対する憎しみは消えなかったが、大勢の仲間を失いながら大人達と戦い続ける秋也もまた大人達の被害者である事を理解し、島からの脱出を促されるも最後までアジトに残り秋也を見届ける事を決意する。ワイルドセブンと共に軍相手に奮戦するが、致命傷を負ってしまい、最期は秋也にキタノの娘である事を打ち明け、父親が最後に手がけた絵の主役に典子を選んだ理由が家族の愛に飢えていた事が原因と悟り、後悔と謝罪を口にしながら秋也の腕の中で死亡する。
七原秋也 - 藤原竜也
前作の男子生徒側の主人公。過去にプログラムに巻き込まれたが、担任であるキタノを殺害後、脱出。クラスメイトで恋仲となった典子と共に全国指名手配されていた。その後は反BR法運動に参加、反BR法組織「WILDSEVEN（ワイルドセブン）」を結成し、そのリーダーとなる。額には前作でプログラムからの救出を手伝った、川田章吾が付けていたバンダナを着用している。
首都庁舎爆破テロ実行後、ワイルドセブンの仲間と共に戦艦島に逃亡。BRIIに強制参加させられ、島に送り込まれた中学生達を次々と撃退していくが、首輪を付けている事を発見し、EMPを使用する事で生き残った中学生達を救った。そしてテロ活動を始めた理由や本当の敵（＝大人達）がいる事を説き中学生達とは和解する。大人達が戦艦島に総攻撃を仕掛けてくる事を悟り、中学生達と戦闘が行えない仲間に島からの脱出を命じ、自身は軍兵士相手に奮戦。ワイルドセブンの多くの仲間達が戦死していく中、シオリがかつて自身が殺害したキタノの娘であった事を知る。最終的には拓馬と共に突撃して生死不明となるが、脱出に成功しており、アフガニスタンで典子と再会。生き残りの中学生達にこれからも仲間である事を伝え、去っていった。

### 主要人物
浅倉なお - 酒井彩名
出席番号は女子01番。 両親が不仲な家庭で育ち、親の離婚後イジメにあい、鹿之砦中学校に転校。夫婦喧嘩を多く見てきたトラウマから、人が争う場面を苦痛に思う。鹿之砦中ではラグビー部のマネジャーを勤めており、委員長グループの中心人物でもある。
最初は拓馬に拒絶を覚えていたようだが、世話焼きの性格からお節介をやくようになり、今では彼に心惹かれている。一方、卜部秀悟に想いを寄せられているが、全く気づいていない。
上記のように本作の青井拓馬としてのヒロインとも言える存在である。
EMPにより助かった後はテロリスト側につき、七原ら「ワイルドセブン」に救出され、地下道を経て脱出。アフガニスタンへ渡り、拓馬たちと合流した。
教師キタノ - ビートたけし(生徒にはキタノと呼ばれる)
シオリの父親で、前大会の教官。前大会で秋也と典子に倒され、現在は故人。
桜井サキ - 加藤夏希
ワイルドセブンのメンバーで、スナイパーとして活躍する。戦艦島での戦闘中に敵が首輪をしている事に気付き、戦っている相手の正体が中学生である事に最初に気付いた。
かつての「プログラム」の生き残りであり、彼女が死んだと誤解した一家は離散。複雑な状況下で弟の晴哉と再会を果たす。再会時には彼が困惑する程に以前の彼女とは別人のような接し方をしていたが、生徒達の脱出の際の戦闘中に、姉とは今生の別れとなる事を察した晴哉が言葉をかけた際に実の姉として涙を流した。
最終決戦時は秋也に逃亡を促し、アジトの自爆スイッチを起動させ孤軍奮闘するが、間もなく敵の銃弾を浴び死亡。
中川典子 - 前田亜季
前作のヒロインかつ女子生徒側の主人公。過去に秋也と共にプログラムに巻き込まれたが、脱出に成功。現在はアフガニスタンで暮らしており、最後に秋也と再会している。
教師RIKI - 竹内力（最後のロールでは教師RIKI、台詞上ではタケウチリキと自己紹介する）
本作の教官。普段は頼りなさそうなグータラ教師だが、生徒達が拉致されてきた際に普段と別人のようなコワモテな姿で生徒達の前に現れた。
かつては一流中学でラグビー部を指導し、チームを全国大会優勝へ導く程の教師であったが、過去に首都で起きたテロ事件に巻き込まれ一人娘を失って以降、無気力な大人になっていった。しかし娘を奪ったテロへの怒りだけは常に抱いていた。ゲームの最中の本部では精神が不安定な状態になっており（娘を失った悲しみが振り返した事によるものと思われる）、精神安定剤とみられる薬を大量に貪っている光景もあった。
ワイルドセブンの宣戦布告後、総理大臣（政府）の人任せな言動による不信感と生徒達だけが犠牲になるのを良しとせず、最後は自ら首輪を付け、ラガーマンの出で立ちで脱出する七原や拓馬達の前に立ち塞がるが、これまで抱いてきた胸の内を吐露・ゲームへ巻き込んだ事への責任を取り、自分の首輪が警告音を発する中で拓馬達へのエールを送り、寄せ書きのラグビーボールを手に爆死した。

### 鹿之砦中学校3年B組 男子
男子02番 卜部秀悟 - 柴木丈瑠
弟が多い家庭の経済的な理由から、自らの意思で鹿中へ転入。鹿中ではラグビー部に所属し、部員1番のトライゲッターだったが、新たに入部してきた青井拓馬の才能を早々に見抜き、その座を譲る。以後はアシスト役に徹底し、拓馬との間には固い絆が結ばれた。
仲間意識が人一倍強く、人のために自分を押し殺すこともしばしばあり、密かに浅倉なおに想いを寄せているが、彼女の拓馬に対する想いに気づいており、そこでも自ら一歩引いた位置に立つことを良しとしている。
拓馬やなおが参加したことにより、BRIIへの参加を決意。戦艦島に上陸後、テロリストに襲撃されて重傷を負う。更にペアの池田が禁止エリアに踏み込んで死亡したことにより、助からないと悟るや、仲間の時間を稼ぐためにテロリストの元へと特攻したが狙撃され、拓馬になおの安全を頼みながら死亡した。
男子03番 葛西治虫 - 坂本真
鹿之砦中学校でただ一人の文芸部員。一生懸命やってもひ弱でどこかヌケているため失敗も多いが、他人からよく笑われる「憎めないキャラ」。筧今日子に密かな想いを寄せている。
父親は某私立大学文学部の教授で、その一人息子。厳格な父の方針で主に学力向上のために鹿中にいるが、その甲斐もなく成績は悪い。様々なことに詳しく、コンプレックスの裏返しで薀蓄を語るが、その殆どは聞きかじりのいい加減なもの。
混乱や錯乱を始める3年B組の生徒が多い中、意外にも冷静に事態してBRIIへの参加を決意し、拓馬らと行動を共にして成長する。彼らの重要な仲間の一人となり、七原秋也のアジトへ到着した後、七原らと共に政府サイドの兵隊相手に戦う。その後、拓馬を兵隊から逃す為に筧今日子を拓馬に託し、七原の仲間と共に兵隊相手に自分たちも巻き添えにして爆死。
男子04番 黒澤凌 - 伊藤友樹
首都近郊の一般的な中流家庭に育つが、両親と妹を先の首都崩壊クリスマステロで亡くし、身を寄せる場所もなく、鹿之砦中学に転入。鹿中では同じ境遇のワル仲間を集め、不良グループ「シュバルツ・カッツ」を結成し、七原秋也らテロリストに対する激しい復讐心を持っている。以前はラグビー部に所属していたが、一切の過去を封印し、身体を鍛え、独学で武器の扱いを学ぶ。
BRIIに巻き込まれたのは偶然だったが、BRIIへは率先して参加した。与えられたミッションには他の生徒達より遥かにやる気になり、アジト突入までの主導権を発揮。七原のアジトでついに家族の仇に対面し、テロリストに襲撃するも、返り討ちに合い眉間を撃たれ死亡。
普段はシュバルツ・カッツ以外のクラスメイトとはつるまないが、BRⅡでは仲間に煙草を薦める兄貴分的な行動を取ることもある。
男子05番 桜井晴哉 - 勝地涼
父と姉・桜井サキとの平穏な家庭で育つが、BR反対運動に身を投じた父が獄死。更にサキが「プログラム」に選ばれ、優勝後にそのまま失踪したショックから「自閉症」となった（という設定だが、現代医学において自閉症とは先天的なものである）。行政処分で鹿中へ転入した後はラグビー部の面々と馴染むことで、本来の明るさを取り戻していた。
戦艦島において拓馬たちと行動を共にし、テロリストとなったサキと複雑な状況下で再会を果たすも、地下道を経てアフガニスタンへの島からの脱出時に、島に残った姉とは最後の別れの形になった。拓馬と並んで数少ない男子生徒の生存者である。
男子06番 柴木雅実 - 藤平涼二
関西からの転校生で、鹿中に転入後はラグビー部に所属し、拓馬たちの仲間として自分の居場所を発見。貧しい家庭に育ち、孤独感から常にナイフを携帯している。一見お調子者だが、鹿中へ来る前はカツアゲの常習犯であるかなりのワルで、周囲からも恐れられていた。しかし、根は良心的な人物である。
突然の教師RIKIの「BRII」宣言に思わず手にしていたナイフを投げつけるも、逆にそのナイフで脅される。拓馬らと共にテロリストのアジトまで到達し、七原らと共に政府サイドの兵隊相手に戦うが、政府サイドの兵隊に撃たれ、拓馬達に学校での生活は楽しかったと伝え死亡した。
男子07番 志村鉄也 - 山田浩太
父親をテロで亡くし、鹿中に転入。鹿中では同じ境遇の黒澤と共鳴し、「シュバルツ・カッツ」のメンバーとつるみ、七原秋也を憎んでいる。サバイバルゲームが趣味の軍事オタクであり、中一の時に父親に連れられ、海外で実銃を撃った経験があるのが自慢。いつかテロと戦うため、軍隊に入りたいと思っていた。
それなりに武器に精通しており、仲間のアドバイザー的存在だったが、上陸後隊列を離れた汐田早苗を引きとめに行ったことで迫撃弾を浴び、重傷をおう。その後に重傷ながらも立ち上がり黒澤に七原秋也の打倒を言い、その直後に敵の攻撃を食らい爆死した。
男子08番 城直輝 - 原田健二
以前に住んでいた場所では野球部に所属しており、四番でエースだった。しかし母親をテロで亡くし、鹿中に転入。鹿中では同じ境遇の黒澤と共鳴し、不良グループ「シュバルツ・カッツ」のサブリーダー的存在。本来は暴力性ゼロのナイーブで優しい性格で、時々その葛藤が見え隠れする。
二班のポイントBからのアジトへの侵攻をリードするが、テロリストを襲撃して逆に返り討ちに合い、死亡。
男子09番 田口正勝 - 田中丈資
地元・鹿之砦町の小学校より鹿中に進学。野球部に所属し、守備位置はキャッチャー。無口な性格だが、風邪を引いても無理して練習するほど、野球を愛する頑張り屋。毎晩素振りでストレスを発散していた。線の細い女の子がタイプで、野球と同じくらい新見麗奈に好意を寄せていた。
突入ポイントBで地雷原に倒れこみ爆死。
男子10番 名波順 - 青木崇高
年の離れた兄をテロで亡くし、その後は喧嘩に明け暮れ、学校で問題を起こして鹿中に転入。鹿中では敬愛していた不良グループ「シュバルツ・カッツ」とつるんでおり、グループのメンバー同様、テロリストを深く憎んでいる。しかし、実は兄の影響で古いロックをこよなく愛するロック少年でもあり、一番好きなアーティストはジミヘン。
ポイントB経由でアジト侵入に成功するも、テロリストを襲撃して返り討ちに合い死亡。
男子11番 長谷川達彦 - 田村圭生
地元・鹿之砦町の小学校より鹿中に進学。所属するサッカー部ではエースストライカーで、後輩の女の子にモテていた。派手好きな性格で、基本的には自分の事しか考えていない利己主義者。松木志穂にラブレターを貰ったことがあるが、本人は蓮田真由をなんとかモノにしようと、よくちょっかいを出しては嫌われている。
突入ポイントBで田口正勝が地雷に引っかかって死亡し、戸塚保奈美の首輪が連動したことにより、自暴自棄になって味方に銃を向ける。田口正勝の死体が地雷原に落ちて地雷が起動し、逃げ遅れて倒れこみ爆死。
男子12番 日笠将太 - 豊永利行
地元・鹿之砦町の小学校より鹿中に進学。ツッパリに憧れているものの少々理屈っぽいところがあり、不良グループ云々以前に上手く人と馴染めない。なかなか友達ができない自分への焦燥感を、走る事で紛らわせている。
激戦の突入ポイントBを突破し、敵アジトへの侵入に成功する。テロリストを襲撃するも返り討ちに合い銃殺される。
男子13番 保坂康昭 - 池山孝明
病弱で学校を休みがちだったため、一年留年。そのせいで引きこもりになり、鹿中へ転入。根っからの理系少年で気の弱い性格が災いし、気の強い野坂真帆に強引に付き合わされているが、実はキスもまだ。自分と同じ病弱な子に共感できるので、将来は医者になろうと思っている。
真帆らと共にポイントBからアジトへの侵入に成功する。真帆がテロリストに銃を向けるのを阻止するも無理であり、プールのような水たまりから上に上がろうとするも真帆に引っ張られ戻された。その後、アジト内の銃撃戦によって巻き添えを食らい命を落とす。唯一テロリストを襲撃しなかったがアジト内の銃撃戦で命を落としてしまった人物。
男子14番 前薗健二 - 上條公太朗
テロで父親を亡くし、鹿中に転入。鹿中では不良グループ「シュバルツ・カッツ」のメンバーとつるみ、テロリストを憎んでいるが、元来は気の良い目立ちたがり屋で、人当たりの良さは滲み出てしまう。運動神経の良い格闘技オタクで、小学生の頃にプロレス技で四人の骨を折ったことがある。新藤理沙に告白するも、一蹴された経験がある。
突入ポイントBで田口正勝の死体が地雷原に落ちて地雷が起動し、逃げ遅れて倒れこみ爆死。
男子15番 槇村慎太郎 - 黄川田将也
アルコール使用障害の母親との母子家庭で育ち、母に暴力を振るい、家出同然に鹿中へ転入。弟や妹に母を預けた心配から何度も実家へ帰り、またすぐ復学を繰り返している。鹿中ではラグビー部のキャプテンで、男子のクラス委員を務めている。本村明日香と交際していて、拓馬や秀悟を弟のように思っている。統率力があって仲間からも信頼されているが、実は内面に暴力衝動を抑えこんでいる。
BR参加を最後まで拒み、特殊部隊隊長に射殺された。
男子16番 皆本清 - 遊木康剛
地元・鹿之砦町の小学校より鹿中に進学。運動能力に長け、球技大会等では助っ人としてその存在が重宝がられているが、成績の悪さは学年でも一、二を争い、未だに九九が言えないことはあまりにも有名。恥ずかしがり屋で、お人よしの性格。思い切って久瀬遥に告白するも、英語で散々なじられ、何を言っているか分からなかった。
「ワイルドセブン」が待ち受ける戦艦島へとボートで出航するも、島に辿り着く前に宮台陽介が死亡し、三船夕佳の首輪が連動したことにより、自暴自棄になって投げ出してボートから海に飛び込むも、ペアとの距離から離れたことで首輪が爆発し死亡。
男子17番 宮台陽介 - 山本一輝
地元・鹿之砦町の小学校より鹿中に進学。俊足の野球部員でセカンドを守る。が、飽きっぽい性格から現在は幽霊部員で、帰宅後はゲーム三昧。高校デビューを狙い、サーフィンを始めようと髪を伸ばしているが、近所に海がない事が悩みのタネ。日笠将太の唯一の友達。蓮田真由に好意も持っている。
「ワイルドセブン」が待ち受ける戦艦島へとボートで出航するも、島に辿り着く前にボート上でテロリストに狙撃され死亡。ゲーム中最初の死亡者となる。
男子18番 向井渉 - 久保田武蔵
地元・鹿之砦町の小学校より鹿中に進学。鹿中ではラグビー部に所属し、部のムードメーカー的存在。明るく気配りする性格で、後輩にも一番慕われている。鹿之砦町一の大工の息子で、将来は跡を継ごうと思っている。慎太郎と明日香が付き合っていることを知らず、明日香に告白して玉砕した。
「ワイルドセブン」が待ち受ける戦艦島へとボートで出航するも、島に辿り着く前に三船夕佳の首輪が連動し、パニックになる仲間を落ち着かせようとするが、叶わず彼女の首輪の爆発によりボートも爆発し死亡。
男子19番 森島達郎 - 蝦名清一
地元・鹿之砦町の小学校より鹿中に進学。鹿之砦町公明寺の跡取り息子だが、クラス一目立たない、おとなしい性格。女の子に優しいので、昔からの顔なじみでもある八木綾音から何度か告白されたことがあるが断った。実は女性に興味を持てないらしい。
「ワイルドセブン」が待ち受ける戦艦島へとボートで出航するも、島に辿り着く前に無人島からテロリストに迫撃弾でボートを狙撃され死亡。

### 鹿之砦中学校3年B組 女子
女子02番 池田美希 - 盛内愛子
いじめが原因で不登校になり、鹿中へ転入。素直で優しい性格だが喘息を持っており、気も体も弱い。鹿中では新見麗奈や波多量子と仲が良く、保健室でアイドルやアニメの話をしている。
テロリストが襲撃して来る中、一人遅れて禁止エリアに取り残されてしまう。仲間達に合流しようとするも、恐怖に耐えきれず逃亡。そのまま禁止エリア内で首輪が爆発し、死亡する。
女子03番 筧今日子 - 神戸みゆき
テニス部に所属している女子。クラスでは委員長グループと行動を共にしている。気が強く、クールな性格。優等生の兄がおり、クラスの男子を見下しているが、葛西治虫に好意を寄せられている。
七原ら「ワイルドセブン」に救出され、地下道を経て脱出。アフガニスタンへ渡り、拓馬たちと合流した。
女子05番 久瀬遥 - 末永遥
帰国子女である少女で、先天性の糖尿病を患っており、常にインスリンを持ち歩いている。その為周囲とは馴染めず、一人で居ることが多い。拓馬に密かに想いを寄せている一方、皆本清に告白されるも、英語で散々なじった。なおと並び青井拓馬としてのもう一人のヒロインと呼べる存在。
終盤（最低でもゲームとしてのBRIIはテロリストによって中止にされている）まで生き残るが、テロリストのアジトの爆撃に巻き込まれ、落下した壁に押しつぶされる。隣に埋まっていた拓馬に想いを伝え、絶命する。
女子06番 鷺沢希 - 佐藤翔子
3歳の時の幼少期に目の前で父親が事故死し、同じような境遇を持つ人のいる鹿之砦中に転入。鹿中ではテニス部に所属し、浅倉なおらと共に行動している。前記のことから、死に対して必要以上の恐怖を持っている。
拓馬の発砲した銃の巻き添えを食らって重傷を負う。テロリストのアジトにたどり着くが、最期は浅倉たちに「自分のことを忘れないで」と言い伝えながら息を引き取った。
女子07番 汐田早苗 - 松本美千穂
幼少時代から受けてきた親戚の虐待から逃れる為、自ら全寮制の鹿之砦中に転入。鹿中では陸上部に所属しており、同じく陸上部員の年下の彼氏がいる。
とある理由から、クラスの女子達とは少し距離を置いていた。死の恐怖に耐える事はできない。
島に上陸後テロリストから襲撃される恐怖を感じ、隊列を離れてボートまで戻るが、それを引き止めに行った志村鉄也が迫撃弾を浴びて死亡した事で、彼女の首輪が連動し、死は避けられない状態になってしまう。
最期は連動した首輪による死の恐怖に耐えられず、転倒しながらも逃げる様に走り出したところで、テロリストの迫撃弾を浴びて死亡する。
女子08番 新藤理沙 - 桂亜沙美
鹿之砦中学校の女子寮の寮長。成績優秀で、人望も厚い女子のクラス委員長。委員長グループの中心人物で、特に戸塚保奈美とは厚い友情で結ばれている。テニス部に所属しており、卒業した先輩に憧れていた。前薗健二に告白されるも、一蹴した。
突入ポイントBで戸塚保奈美の首輪が鳴った際には一人にはしないと抱きつくが、引き離されてしまった。その後、ミッション4「突入」時にペアである城直輝が死亡し、首輪が爆発しそうになるが、EMPにより助かった後はテロリスト側につき、七原ら「ワイルドセブン」に救出され、地下道を経て脱出。アフガニスタンへ渡り、拓馬たちと合流した。
女子09番 戸塚保奈美 - 中川愛海
委員長グループのサブリーダー的存在。鹿之砦町出身。委員長グループの一人で、新藤理沙の親友。テニス部に所属しており、キャプテンを務める。
突入ポイントBでペアの田口正勝が地雷原に引っかかり、死亡したことで首輪が連動し、新藤に助けを求めるも、引き離され爆死。
女子10番 夏川結子 - 金沢美波
委員長グループに所属してる女子。鹿之砦町の料亭の長女で、テキパキ動くクラスの肝っ玉母さん的存在。サッカー部のマネージャーを務めている。しかし、死の恐怖に耐えられるほどの精神力はない。
ミッション4「突入」時にペアである名波順が戦死したことで、死の恐怖に耐えられないまま首輪が連動して爆発し、死亡。
女子11番 新見麗奈 - 新舞りあす
アニメ声、天然ボケな性格が原因でイジメに合い、鹿之砦中学校に転校した。鹿中では池田美希や波多量子と仲がよい。アトピー体質であり、日々のシャワーが欠かせない。意外に男子にモテ、田口正勝に好意を寄せられている。
突入ポイントBで田口正勝の死体が地雷原に落ちて地雷が起動し、逃げ遅れて倒れこみ、爆死。
女子12番 野坂真帆 - 石井明日香
小学校の頃から合気道を習っている。
キレやすく、気が強い性格。気の弱い保坂康昭に魅かれ、清い交際をしている。また、デスゲームに巻き込まれているとはいえ、相手がテロリストならたとえ子供でも殺人を行うなど過激な一面を持つ。
保坂らと共にポイントBから七原のアジトへの侵入に成功する。テロリストに囲まれるも、発狂した状態で銃を乱射してテロリストの子供を銃殺、アジト内の銃撃戦の原因を作ってしまう。
テロリストの子供の殺害後もテロリストを襲撃し続けたが、テロリストに銃殺される。
女子13番 蓮田麻由 - 柳沢なな
委員長グループの切り込み隊長。健康優良児で、根っからの体育会系。その明るい性格から、皆本清に好意を持たれ長谷川からもちょっかいをかけられ、クラスで一番モテている。
ミッション4「突入」時にペアである保坂康昭が死亡し、首輪が爆発しそうになるが、EMPにより助かった後はテロリスト側につき、七原ら「ワイルドセブン」に救出され、地下道を経て脱出。アフガニスタンへ渡り、拓馬たちと合流した。
女子14番 波多量子 - 花田亜由美
不登校と転校を繰り返し、鹿中へ行き着く。鹿中では池田美希、新見麗奈と仲がよい。超インドア派で、空想の世界に浸るのが好きで、本人も作家を目指している。教師RIKIからは苗字を覚えられていなかった。
突入ポイントBで田口正勝の死体が地雷原に落ちて地雷が起動し、逃げ遅れて倒れこみ、爆死。
女子15番 福田和美 - あじゃ
以前の中学でいじめられ、鹿中に転校。鹿中では本当は気が弱いのを隠すため、女子不良グループのリーダーとして、乱暴な言葉使いや目立つ外見を心掛けている。ブランド、流行りモノ好きだが、母親想い。
ペアの慎太郎がBR参加を最後まで拒み、特殊部隊隊長に射殺されたことにより首輪が連動し、必死にクラスメイトにすがり付くが、拒否される。死の恐怖に耐えられず母親を叫んで逃げ出すも、首輪が爆発し、死亡。クラスメイトがBRIIに参加する見せしめのように利用された。
女子16番 松木志穂 - 松本真衣香
地元・鹿之砦町の小学校より鹿中に進学。優等生気質から、不良グループとは仲が悪い。同じくガリ勉タイプの谷野響と仲がよい。早く高校受験に受かって、この町から出て行きたいと思っている。実は慎太郎と長谷川にラブレターを送ったことがある。
「ワイルドセブン」が待ち受ける戦艦島へとボードで出航するも、島に辿り着く前に宮台陽介がテロリストに狙撃され、死亡したことにより三船夕佳の首輪が連動し、更に海に飛び込んだパートナーの皆本清も死亡。三船夕佳の首輪の爆発によりボートも爆発し、死亡。
女子17番 三船夕佳 - 坂口理香
万引きなど、様々な問題を起こして母親によって鹿之砦中学に転入させられた。鹿中では境遇の似た和美ら女子不良グループとつるんでいるが、友情は感じていない。
首輪が連動した和美に寄り添った矢沢愛を、彼女から引き離した。「ワイルドセブン」が待ち受ける戦艦島へとボードで出航するも、島に辿り着く前に宮台陽介がテロリストに狙撃され、死亡したことにより首輪が連動し、首輪が爆発して死亡。
女子18番 本村明日香 - 長谷部瞳
ラグビー部のマネージャーを務めている女子。なおの親友であり、委員長グループに所属してる。ラグビー部の槙村慎太郎とは夏以来付き合い始めていた。向井渉に告白されるが、慎太郎と付き合っていた為に振った。
BR参加を最後まで拒み、教師RIKIに射殺された慎太郎を前に涙した。「ワイルドセブン」が待ち受ける戦艦島へとボードで出航するも、島に辿り着く前に三船夕佳の首輪が連動し、なおに助けを求めるも、三船夕佳の首輪の爆発によりボートも爆発し、死亡。
女子19番 八木綾音 - 菊地美香
地元・鹿之砦町の小学校より鹿中に進学。他人と接するのが苦手で、地元グループの夕城香菜、善山絵里と一緒にいることが多い。森島達郎に何度か告白しているが、断られた。
「ワイルドセブン」が待ち受ける戦艦島へとボードで出航するも、島に辿り着く前に無人島からテロリストに迫撃弾でボートを狙撃され、死亡。
女子20番 矢沢愛 - 清水沙映
女子不良グループのサブリーダー的存在。人柄とは裏腹に成績は優秀で、本来はピアノ好きな真面目な子だった。
首輪が連動した和美から誰もが逃げる中、一人だけ彼女に寄り添った。「ワイルドセブン」が待ち受ける戦艦島へとボードで出航するも、島に辿り着く前に無人島からテロリストに迫撃弾でボートを狙撃され、死亡。
女子21番 谷野響 - 宮尾知里
成績優秀なガリ勉タイプで、同じくガリ勉タイプの松木志穂と一緒にいることが多い。将来は東京の大学に進学したいと思っている。窮地に弱く、すぐパニックになる。
「ワイルドセブン」が待ち受ける戦艦島へとボードで出航するも、島に辿り着く前に無人島からテロリストに迫撃弾でボートを狙撃され、死亡。
女子22番 夕城香菜 - 森本ゆうこ
地元・鹿之砦町の小学校より鹿中に進学。鹿中ではバスケ部に所属しており、動物好きな為、飼育委員を務めている。八木綾音や善山絵里と仲が良い。農家のおじいちゃん子で、甘えっ子として育つ。
「ワイルドセブン」が待ち受ける戦艦島へとボードで出航するも、島に辿り着く前に無人島からテロリストに迫撃弾でボートを狙撃され、死亡。
女子23番 善山絵里 - 名雪佳代
地元・鹿之砦町の小学校より鹿中に進学。プライドが高く、小学生の時はずっと優等生で、いじめっ子だった。鹿中では八木綾音や夕城香菜と仲が良い。いじめた子の自殺により、後悔の日々を過ごしている。
「ワイルドセブン」が待ち受ける戦艦島へとボードで出航するも、島に辿り着く前に無人島からテロリストに迫撃弾でボートを狙撃され、死亡。

### 反BR法組織「WILDSEVEN(ワイルドセブン)」
メンバーは未成年者が多く、最年長者でも22歳。
左海貢 - 石垣佑磨
親友が過去の「プログラム」で死亡した事から、反BR法組織に参加した。ワイルドセブンのサブリーダーとしてメンバーをまとめる。最終決戦時、突入してきた自衛隊部隊と交戦し、銃撃を受け負傷。秋也に最期の言葉を遺し、死亡した。
早田マキ - 真木よう子
17歳の少女。一家でレジスタンスに参加し戦いで両親を失うが、そこで知り合った秋也を心の支えとして、押しかけ女房的にワイルドセブンに参加した。システムや機械を操る頭脳派。喫煙者。最終決戦時、秋也に逃亡する事をサキと共に促した後、敵の銃弾を浴び死亡。
風間総司 - 村田充
過去の「プログラム」優勝者。高い狙撃技術を持ち、声を押し殺して戦ううちに声を発することが困難になり、心を閉ざしていった。常に無表情で冷静。最終決戦時に敵と共に高所から落下、囲まれた敵に多数の銃弾を浴びせられ死亡。
米内健吾 - 久我未来
過去の「プログラム」優勝者。「一見イってる危ない奴（キャラクターデータより）」だが面倒見がよく、心優しい性格。銃剣やナイフが得意なのは、過去にいじめられていた時に、自衛用にナイフを常備していた為である。最終決戦では奮戦虚しく、多数の銃弾を浴び死亡。
今給嶺聡 - 和田聰宏
「プログラム」から脱出に成功した後、人間不信に陥り、逃亡していた所を三村の組織に救われ、レジスタンスに参加した。メンバー最年長で、兄貴分的存在。最終決戦では葛西と共に敵に特攻するが、敵の銃弾を浴び重傷を負う。最期は自身製のロケットランチャーを使用して敵と共に爆死する。
岩本悠斗 - 田代功児
舞 - 岩村愛
秋也達の「プログラム」の1つ前の優勝者（前作の冒頭シーンで初登場）。「プログラム」の支給武器は呪いの人形で今でも大切に持っている。口数が少なく、感情を表に出さない。最終決戦時では敵の銃弾を浴びながらも、爆薬の入った人形を敵に投げつけ死亡。
土佐士朗 - 柳澤貴彦
アジト内に侵入した中学生達の前に姿を出したワイルドセブンの少年。その状況ではテロリストが中学生に銃を下ろさせている状態であり、黒澤のワイルドセブンへの憎しみを吐いた後に自分達も被害者であると話し、早く銃を捨てるように説得したがその思いは真帆に届く事はなく、真帆に銃撃されて水の中に落下して絶命してしまう。
忍 - 小澤佑果
翔子 - 坂本真衣
美晴 - 嶋田光希
千鶴 - 浜田麻希
さやか - 水野茜
真田幸太 - 風間由次郎
亜矢 - 梅田悠
西浩介 - 西川祐也
由香里 - 豊岡真澄
仁 - 今野雅人
テロリスト（子供）- 南川ある

### その他
三村真樹雄 - 千葉真一
ワイルドセブンに関連のある人物。前作のプログラムに巻き込まれた七原の友人・三村信史の叔父である。
三村の同志（マキの父） - 大葉健二
内閣総理大臣 - 津川雅彦
内閣総理大臣である男。テロリストを抹殺するためなら無理やり戦争に参加させられた中学生が犠牲になろうとかまわないという歪んだ一面を持つ。それを聞いた教師RIKIからは「大人のやることか」と言われた。
迫水二尉（特殊部隊隊長） - 谷口高史
教師RIKIの片腕。自衛隊の特殊部隊「ATTAT」の隊長。
谷口は前作で七原秋也の父親を演じている。
拓馬の母 - 三田佳子
拓馬の母である女性。「いつか拓馬を迎えに行く」と言ったが、拓馬は「自分は捨てられた」と思い込んでしまう。

## ルール
- テロリストの七原秋也を殺害すれば、その時点で生き残っていた者全員が優勝者となり帰還できる。制限時間は3日間。この間に殲滅させられなかった場合は全員の首輪が爆発し、優勝者は無しとなる。
- 前作と最も異なるのが2人1組のタッグマッチであるということである。基本的には男女出席番号の順によりチーム分けが行われる。
- 武器は「03式BR小銃」が全員に支給される。この銃はBRII法の施行と同時に開発されたものであり、強化プラスチックを使用しているため、中学生の体力でも容易に取り回しが可能である。オプションとしてグレネードランチャー(M203風のデザイン)も用意された。装弾数30発、口径5.56mm、使用弾薬M855弾。外観的にはFA-MASとFN P90などを組み合わせた様な形をしている。
  - （ちなみに敵対勢力のワイルドセブンはAK47系列の銃器、自衛隊はM16A2やMP5などで武装している）
- 弾薬は戦闘中にパラシュートで投下される。弾薬の箱には3種類存在する。
  - あたり：グレネードランチャーの弾薬（小銃に装備可能）40mm 6発、弾薬入りマガジン3つ（計90発）プラスチック爆弾
  - ガンバレ：弾薬入りマガジン3つ（計90発）
  - はずれ：特製トイレットペーパー3つ
- 生徒には他にも迷彩服、ヘルメット＆ゴーグル、リュック（レーション、長良川の水500ml、メディカルセット入り）アーマーベスト、レザース、ブーツ、バングル、インカム、G-SHOCK、GPSナビ、が支給される。
- 参加者には強制的に首輪（正式名称：ソロモン6号）が装着される。前作で使用されていた「ガダルカナル」シリーズは川田章吾にいとも簡単に解除されたため、「ソロモン」シリーズへと移行した。「ガダルカナル」シリーズに備えられた従来の機能は勿論、今回は2個で1組に設定されている。チームの片方の生徒が死亡、ないしは一定距離（50m）以上離れると、もう片方の生徒の首輪も連動して爆発する。これらの機能はBR法改正に伴い、タッグ戦のために開発されたものである。ワイルドセブンのアジトで外される。
- 一定時間ごとに「危険エリア」が島を囲み、そのエリアに足を踏み入れたものは首輪が爆発する。

## スタッフ
- 監督 - 深作欣二、深作健太
- 脚本 - 深作健太、木田紀生
- 原作 - 高見広春
- プロデューサー - 片岡公生、河瀬光
- 撮影 - 藤澤順一
- 照明 - 小野晃
- 美術 - 磯見俊裕
- 録音 - 安藤邦男
- 編集 - 阿部亙英
- 音楽 - 天野正道
- 主題歌 - STANCE PUNKS「真夜中少年突撃団」（作詞・作曲：TSURU）
- 製作委員会メンバー - 東映、深作組、テレビ朝日、WOWOW、ギャガ、日本出版販売、TOKYO FM、セガ、東映ビデオ、東映エージエンシー

## ソフト化
- バトル・ロワイアルII 鎮魂歌 外伝（2003年7月5日発売、メイキングDVD）
- バトル・ロワイアルII 鎮魂歌 通常版（DVD1枚組、2003年12月21日発売）
  - 映像特典
    - 完成披露舞台挨拶
    - キタノシオリ「さらばピアノよ」完全版（劇中未使用）
    - ワルシャワオーケストラ収録風景
    - トレーラー集（特報、劇場予告編集、TVスポット集、シネコン予告）
    - メイキング BRII外伝2（リハーサル篇「最後の闘い」、監督篇「受け継がれる想い」、キャスト篇「それぞれの戦争」）
    - 深作欣二フィルモグラフィー
    - 完全データファイル（鹿之砦中学3年B組男子・女子、ワイルド・セブン、アザーズ、BRII基本装備）
    - フォトギャラリー
    - BRII法完全紹介

  - 初回限定特典
    - BRIIシールAタイプ
- バトル・ロワイアルII 鎮魂歌 SPECIAL EDITION BOX（DVD2枚組、2003年12月21日発売、初回限定生産）
  - ディスク1：本編DVD（通常版と同様）
  - ディスク2：特典DVD
    - 初日舞台挨拶
    - 誕生日記念前々夜祭舞台挨拶
    - ANB特番 vol.1「今度は戦争だ。」
    - ANB特番 vol.2「密着300日」
    - WOWOW特番「BRIIのすべて」
    - 秘蔵マスコミ用ダイジェスト
    - 秘蔵カメラテスト映像
    - 秘蔵メイキング集（BRI篇「そして戦場へ......」、監督篇「ある日の深作欣二」、キャスト篇「裏 / BRII外伝」）
    - テントシーン Bキャメラ映像（マルチアングル仕様）
    - ボーナス・フォトギャラリー
    - 深作欣二メモリアル（全作品リスト+予告編集）

  - 封入特典
    - BRIIバングル（シリアルナンバー入り）
    - BRIIネックレス（シリアルナンバー入り）
    - BRIIシールAタイプ
    - BRIIシールBタイプ
    - BRII未公開写真

  - スチール製MISSION BOX付き2枚組トールケース仕様
- バトル・ロワイアルII 【特別篇】 REVENGE（DVD1枚組、2005年2月21日発売）
  - 劇場公開版に未公開シーン、CG合成カット等を追加、音楽・効果音のリミックス、ほぼ全てのシーンを再編集した本編を収録
  - REVENGEモード（このモードで本編を再生すると追加・再編集シーンにRIKIマークが表示）
  - 映像特典「BRIIメモリアル」
    - 撮影メイキング【特別篇】 テント・リハーサル篇
    - 撮影メイキング【特別篇】 神戸みゆき耐火テスト篇
    - 撮影メイキング【特別篇】 テント撮影篇
    - 撮影メイキング【特別篇】 ワイルド・セブン アジト篇
    - 撮影メイキング【特別篇】 ロケーション篇
    - 中川典子inアフガン
    - ワルシャワオーケストラ収録風景 特別篇
    - アートギャラリー
    - STANCE PUNKS「真夜中少年突撃団」ミュージックビデオ
    - 『バトル・ロワイアルII 鎮魂歌』DVD・ビデオリリース用TVスポット集
    - チャリティー贈呈式
    - 【特別篇】メイキング アフレコ篇
    - 【特別篇】初号試写舞台挨拶
    - 未公開秘蔵シーン集（ガスマスク / タマ / 囚われた部屋 / 足 / スナイパー・サキ / シオリの当惑 / 酔拳 / マキの想い）
    - 特別特典 裏 / BRII外伝【特別篇】

  - 封入特典
    - BRII【REVENGE】読解の手引き（16P）
    - 新世紀テロ対策法案関係書類等各種証拠物件133号 -BRII参加女子生徒の日記-（8P）

  - 初回限定特典
    - 特製アウターケース

## 関連書籍
- バトル・ロワイアルII 鎮魂歌（太田出版、2003年6月1日）ISBN 978-4872337754
  - 杉江松恋による本作のノベライズ版。基本的には映画の脚本に準じた内容であるが、映画では描かれなかった登場人物に関するエピソードが多く盛り込まれている（ただし、映画版と比べると各生徒の死に至る経緯や人物設定において若干相違点が存在する）。映画には全く無かった、ワイルドセブンの結成に至る迄の経緯や作戦として不合理的なゲームルール(禁止区域の採用等)の疑問点・裏に隠されたゲームの本当の目的等も追加されている。また、映画では生き延びたメンバーがアフガニスタンで再会するシーンで終わるが、ノベライズでは七原と青井が崖っぷちで海に飛び込むシーンで終わる。
  - 献辞部分に「押井守に捧ぐ（M.Oに捧ぐ 表記）」と書かれている[1]。
- BR→BRII - バトル・ロワイアル パーフェクトガイド -（宝島社、2003年6月1日）ISBN 978-4796634595
  - 本作に加え、前作「バトル・ロワイアル」のデータも網羅した公式ガイドブック。
- バトル・ロワイアルII 鎮魂歌 プレミアム・フォト・コレクション（ホーム社、2003年6月1日）ISBN 978-4834252125
  - 本作撮影時のオフ・ショット写真集。藤原竜也、前田愛をはじめ主要キャストのインタビューも収録されている。
- バトル・ロワイアルII - キタノシオリによる変奏曲 -（角川書店、2003年6月1日）ISBN 978-4048536264
  - 本作のキャラクター・キタノシオリの心情が小説風に描かれた作品（そのため、著者名義もキタノシオリとなっている）。また主要登場人物データや舞台となる戦艦島の攻略マップ、世界観を解析する用語解説なども掲載されており公式ガイドブックとしての側面もある。更に監督・深作健太からのメッセージも収録されている。
- 七原秋也×鹿之砦中学3年B組 バトル・ロワイアルII - 戦友白書&DVD -（角川書店、2003年6月21日）ISBN 978-4048536240
  - 本作から抜粋された多数のスチール写真に、台詞やシナリオを挿入したビジュアルブック。特典として全キャラクターの未公開映像を完全収録したDVDも収録されている。
- 深作欣二 最後の闘い（太田出版、2003年7月1日）ISBN 978-4872337662
  - 著者名義は深作健太+深作組。癌に冒されながらも本作の撮影に挑んだ深作欣二の壮絶な闘いを克明に綴ったノンフィクション作品。
- バトル・オブ・バトル・ロワイアルII（角川書店、2003年7月8日）ISBN 978-4048536257
  - 本作のメイキング本。
- バトル・ロワイアルII 外伝 3-B 42 Students（太田出版、2005年1月1日）ISBN 978-4872339222
  - 町立鹿之砦中3年B組生徒42人一人ひとりのサイドストーリーが収録された作品。こちらもノベライズ版同様、杉江松恋が手掛けている。

## その他
- 本作の舞台となる孤島・戦艦島は、長崎県の端島（軍艦島）がモデルになっている（海上から見た夕方の島の全景は端島そのもの）。ただし、端島は（製作・公開当時）風化や耐用年数を越えた建造物の崩壊・崩落による危険性により全面立ち入り禁止区域となっているので、戦艦島シーンの一部は西海市崎戸町の廃墟等でロケが行われた。ちなみに作中では砂浜から島へ上陸しているが、実際の端島は本来の島を取り囲む様にコンクリートの建造物や防波堤等がある為に砂浜にあたる物は皆無である。また、モデルとなった軍艦島がある長崎県のユナイテッド・シネマ長崎で公開初日の出演者舞台挨拶が行われている。
- BRIIのシンボルマークは第一弾PVと公開版とでは、デザインが異なる（第一弾PVではBRマークが大きめのIIに絡みついたデザイン。公開版では前作同様のデザイン）。
- 教師RIKIの由来は出演者の竹内力からであるのは間違いないが（役名もフルネームでタケウチリキ）、前作のビートたけしが演じた教師キタノの由来を踏襲したものとみられる。また、本人によると劇中の薬を貪るシーンでは小道具としての薬（ラムネ菓子）を大量に貪るのだが、テイクの度に何度も口にする為、口の中が甘ったるくなってしまい大変きつかったという。
- 前作では映画版バトル・ロワイアルの世界は国名は出さず日本である事を曖昧にしていたが、今作品では教師RIKIと内閣総理大臣の会話で舞台となる国が日本である事がうかがえる。ただし、内閣総理大臣のセリフではアメリカとみられる国を「あの国」と表現していた。
- キタノシオリがピアノを弾いているシーンで流れる曲はベートーヴェンの遺作とされる「さらばピアノよ」 である。
- 先述の通り前作で川田章吾が装着していたバンダナを今作において七原が装備している他、終盤で七原が使用したリボルバーも前作に登場した物とされている(川田章吾から「約束代わり」として受け取った銃、元は元渕恭一の支給武器)。また国信慶時が所持していたバタフライナイフを形見として所持している。
- 鹿之砦中学校3年B組の生徒を乗せスキー合宿へ向かうバスのワンシーンで2012年に崩落事故の起こる笹子トンネル（甲州市側上り入り口）が映っている。
- 前作を絶賛したクエンティン・タランティーノに米大統領役をオファーしたが、スケジュールの都合で実現しなかった。

## 受賞歴
- 第27回日本アカデミー賞[2]
  - 優秀主演男優賞
- 第58回毎日映画コンクール[3]
  - 脚本賞
- 第21回ゴールデングロス賞[4]
  - 日本映画部門 話題賞